# 马祖特
马祖特（西班牙語：Mazunte），又译马孙特，是墨西哥瓦哈卡州太平洋沿岸的一个海滨小镇。
马祖特以海龟而闻名。在20世纪中叶之前，这里几乎没有人居住，但随着海龟肉蛋市场的发展，情况发生了变化。由于许多海龟来到马祖特产卵，到1970年代，马祖特成为墨西哥海龟狩猎的中心，拥有自己的屠宰场。对海龟数量下降的担忧最终导致墨西哥完全禁止海龟肉蛋，并剥夺了马祖特大多数家庭的主要收入来源。为了取而代之，发展了以保护海龟和天然化妆品为基础的生态旅游。今天，马祖特的主要景点是墨西哥国家海龟中心和马祖特天然化妆品。
2012年，马祖特受到卡洛塔飓风的严重破坏。

## 名称
马祖特（西班牙語：Mazunte）这个名字有两个可能的来源。一种是“Mazunte”源自纳瓦特尔语，意思是“请在这里存放蛋”。另一种，由该社区的年长居民表示，它来自“mizontle”，当地人用来指该地区曾经非常丰富的螃蟹种类。